# Björn Zempelin
Björn Zempelin (* 7. Februar 2000 in Regensburg) ist ein deutscher Fußballspieler. Der defensive Mittelfeldspieler stand zuletzt beim SSV Jahn Regensburg unter Vertrag.

## Karriere
Zempelin durchlief alle Jugendmannschaften der Regensburger. Im Jahr 2015 wurde er in der U-17 und im Jahr 2017 in der U-19 des Vereins eingesetzt. 
Im Jahr 2019 gehörte Zempelin dem Kader der zweiten Mannschaft des SSV an. Sein Debüt für die zweite Mannschaft in der Bayernliga Süd gab er am 21. Juli 2019 beim 1:0-Sieg gegen den FC Deisenhofen. In der Vorbereitung auf die Zweitligasaison 2020/2021 trainierte Zempelin mit den Profis mit.
Zempelin stand erstmals am 22. November 2020 bei der 1:3-Niederlage gegen Greuther Fürth im Kader des Zweitligisten, blieb jedoch ohne Einsatz. Sein Debüt in der 2. Bundesliga feierte er am 9. Mai 2021 bei der 1:5-Niederlage im Spiel gegen den VfL Bochum. Er wurde von Mersad Selimbegović in der 84. Minute für Kaan Caliskaner eingewechselt.
Im August 2022 wurde der bis Juni 2023 laufenden Vertrag in gegenseitigem Einvernehmen von Zempelin und dem SSV Jahn aufgelöst.